# Брызгалов, Роман Иванович
Роман Иванович Брызгалов (1911—1987) — советский работник системы образования, партийный и хозяйственный деятель.

## Биография
Родился 26 сентября 1911 года в одном из сёл ныне Мегино-Кангаласского улуса.
Окончил семь классов школы в Морукском наслеге. После этого учился педагогическом техникуме, который окончил в 1931 году. C 1934 года Брызгалов работал завучем, ди ректором школы и инспектором школ Мегино-Кангаласского района (улуса).
В июне 1942 года был призван Чурапчинским райвоенкоматом на службу в Красную армию, воевал на 3-м Белорусском фронте. 
По окончании войны вернулся домой и работал в школах Мегино-Кангаласского района. 
Став членом КПСС, работал в республиканском Министерстве земельных и имущественных отношений и был секретарём районного комитета партии. С 1951 года — председатель райисполкома ряда районов Якутской АССР. Затем был заместителем председателя Мегино-Кангаласского райисполкома, заместителем уполномоченного Министерства заготовок СССР, 1-м и 2-м секретарем Оймяконского райкома КПСС, а также председателем райисполкома, начальником Томпонского совхозного производственного управления и Яно-Индигирского производственного управления.
Занимался и общественной деятельностью — был депутатом Верховного Совета Якутской АССР IV, V, VI и VII созывов от II-го Усть-Нерского избирательного округа Оймяконского района.
С 1964 года Р. И. Брызгалов — начальник нового Управления профессионально-технического образования Якутской АССР. Затем работал в Управлении северных районов, после чего вышел на заслуженный отдых, став персональным пенсионером республиканского значения.
Умер 27 июня 1987 года.
В Республике Саха (Якутия) торжественно отмечалось 100-летие со дня рождения Романа Ивановича Брызгалова.
Указом Главы Республики Саха (Якутия) № 1218 от 29 мая 2020 года имя Романа Ивановича Брызгалова присвоено Транспортному техникуму в городском поселении Нижний Бестях Мегино-Кангаласского района Якутии. Родственниками Брызгалова Р.И. учреждена именная стипендия студентам, отличившимся в учебе, спорте и общественной деятельности.

## Заслуги
- Награждён орденами «Знак Почёта» и Красной Звезды, а также медалями, в числе которых «За боевые заслуги» и «За отвагу».
- Почетный гражданин Мегино-Кангаласского улуса (1986).[6]